# 擬大角鞭冠鮟鱇
擬大角鞭冠鮟鱇為輻鰭魚綱鮟鱇目棘茄魚亞目鞭冠鮟鱇科的其中一種，為深海魚類，分布於中東大西洋4°36'N,19°40'W海域，棲息深度800-900公尺，生活習性不明，不具經濟價值。

## 扩展阅读
維基物種上的相關：擬大角鞭冠鮟鱇